# 肯尼亚
肯亞共和國，通稱肯亞（Kenya），是位於東非，濒临印度洋，與索馬里、埃塞俄比亚、南蘇丹、烏干達、坦桑尼亚接壤，面积约58万平方公里。肯亞人口约5242.8萬，一共有42个民族，分成班图、尼罗和库施特三大语系，官方语言是英语和斯瓦希里语。全国分为47个县市，首都为奈洛比。
肯亞曾是英国殖民地，1963年12月12日從英國獨立。东非大裂谷将肯亞分为两半，恰好与横贯全国的赤道相交叉，肯尼亚因此获得了“东非十字架”的称号。肯亞是撒哈拉以南非洲经济基础较好的国家之一，农业、服务业和工业是国民经济三大支柱，受基础设施投资及私人消费增长的影响，肯亞2015年國內生產總值为614.1億美元，经济增长率达5.6%。
肯亞是联合国、非洲联盟、不结盟运动、七十七国集团和东非共同体成员国。联合国人居署及联合国环境署（又名联合国环境规划署）总部设置在肯亞首都奈洛比。

## 历史

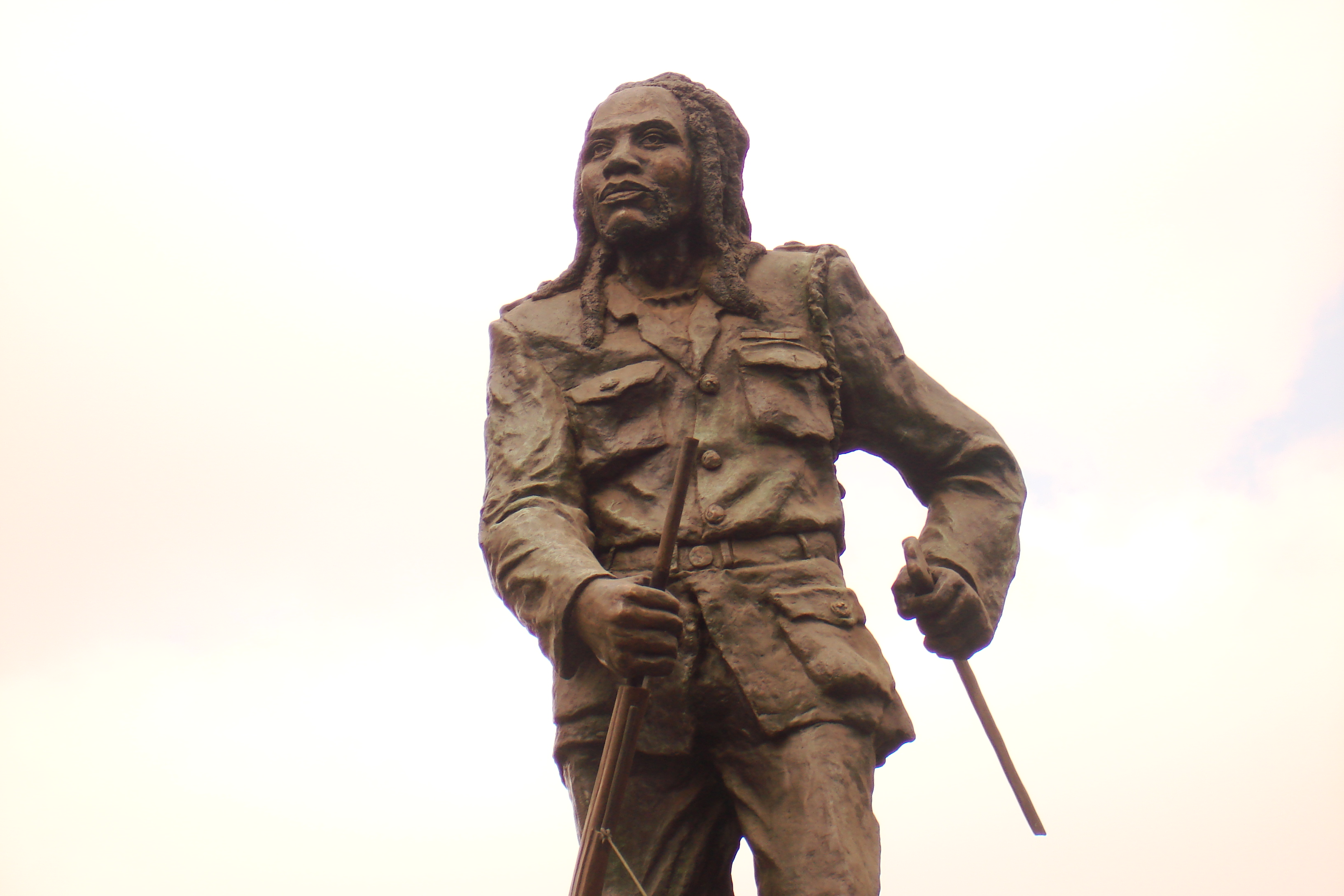
茅茅起義领袖德丹基马蒂（Dedan Kimathi）塑像

肯亞是人類發源地之一，境內曾出土約250萬年前的人類頭蓋骨化石。到西元7世紀，東南沿海地帶已形成一些商業城市，阿拉伯人開始到此經商和定居。16世紀，葡萄牙殖民者佔領了沿海地帶。
1890年，英、德兩國瓜分東非，肯尼亚被劃歸英國。1895年，英國政府宣佈肯尼亚為其保護國，稱東非保護國。1920年，肯尼亚成為英國殖民地。
1963年5月舉行大選，肯尼亚非洲民族联盟（簡稱肯盟）獲勝。同年6月1日成立自治政府，12月12日宣告獨立。1964年12月12日，肯尼亚共和國成立。
1978年，第一任总统乔莫·肯雅塔去世，副总统丹尼尔·阿拉普·莫伊继任总统。1982年6月，肯尼亚实行一党制。1991年12月，实行多党制。莫伊執政長達二十四年，直至2002年。2007年12月27日姆瓦伊·齊貝吉赢得2007年肯亞總統選舉，反對派橙色民主运动赢得了议会中的多数席位，反對黨領袖拉伊拉·奧廷加担任总理。拉伊拉·奧廷加的支持者在許多地區發起了暴亂。2013年由烏胡魯·肯雅塔当选为該任总统，其為開國總統喬莫·甘耶達的兒子。2022年，包含肯尼亚在内的东非地区遭遇严重旱灾。

## 地理

### 地形气候

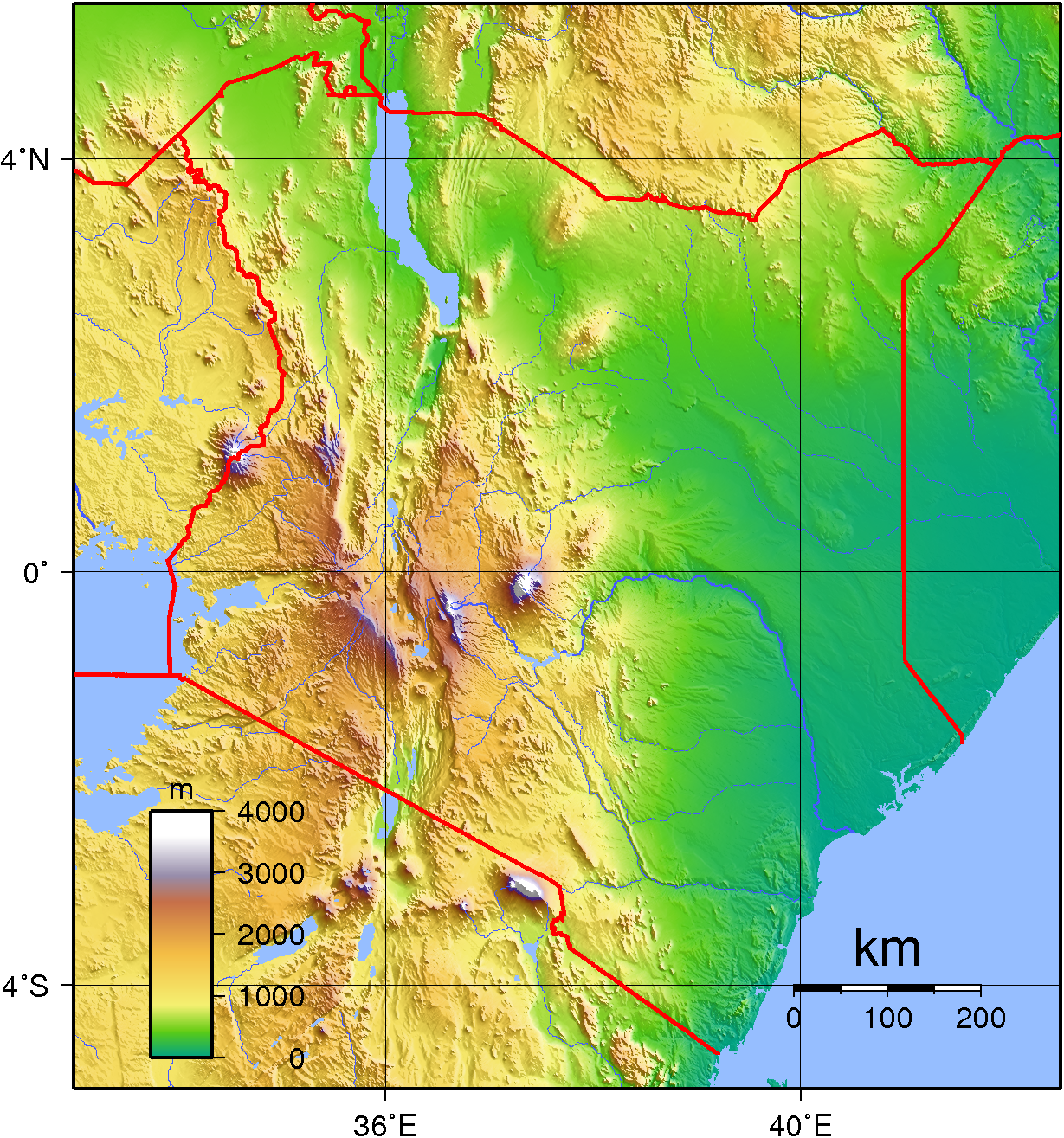
肯尼亚地形

肯尼亚土地面積約58.3萬平方公里，位於非洲東部，赤道橫貫中部，東南瀕印度洋，東鄰索馬利亞，北與衣索比亞交界，西北與南蘇丹，西連烏干達，南接坦尚尼亞。最北點是圖爾卡納郡埃莱米三角的卡魯夸凱利斯山；最東點是曼德拉郡、索馬利亞和衣索匹亞的三邊交界；最南點是夸勒郡和坦尚尼亞鄰近印度洋的海岸；最西點是布希亞郡的維多利亞港。
肯尼亚地形丰富，大部为高原山地，平均海拔1500米；其中东部海拔500米，西部是东非裂谷带的东支，海拔2000－3000米；印度洋沿岸是宽约200公里的平原。肯亞地勢由海岸平原向中央高原爬升，高原區被東非大裂谷分為东西两部分。大裂谷谷底在高原以下450－1000米，宽50－100公里，分布着深浅不等的湖泊，并屹立着许多火山。肯尼亚山位於肯亞中部，赤道以南約16.5公里，主峰巴蒂安峰海拔5,199米，山顶有积雪，為肯尼亚最高峰及非洲第二高峰，肯尼亚的國名也因肯尼亚山而來。肯尼亚山中部有面积达715平方公里的地区被指定为国家公园，于1997年成为联合国教科文组织世界遗产。由肯亞可見位於邊境、坦尚尼亞界內的非洲第一高峰乞力马扎罗山。
肯尼亚气候多样，全境位于热带季风区，沿海地区湿热，高原气候温和，3500米以上高山有时落雪。全年最高气温为摄氏26℃，最低为12℃。赤道以南主要属热带森林和热带草原氣候；沿海地區為熱帶氣候，全年高溫多雨；越往內陸，其氣候就越乾旱，北部沙漠和半沙漠地带面积约占全国的56％。受季风气候的影响，肯尼亚没有温度凸显的四季，只有雨季和旱季的区别。

### 自然资源

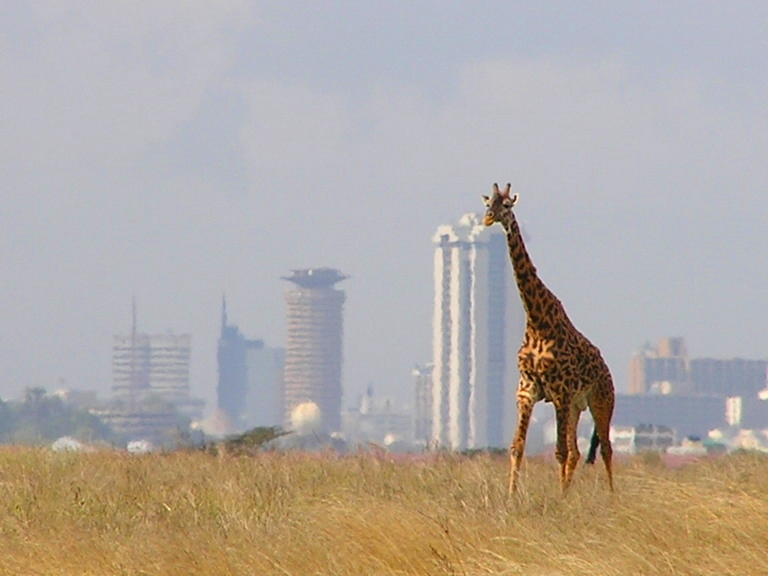
奈洛比國家公園

肯尼亚河流、湖泊众多，塔纳河是肯尼亚最长的河流，全长800公里，自西向东注入印度洋；阿西-加拉纳河为第二长河，全长390公里，流域面积达7万平方公里。另外，埃瓦索恩吉罗河是肯尼亚北部地区的主要水源，最後流入東非大裂谷東部的納特龍湖。納特龍湖水深少於3公尺，湖水蒸發令湖泊有高濃度的礦物質。维多利亚湖位于肯尼亚以西，面積68,870平方公里，僅次於蘇必略湖，是非洲面积最大的淡水湖和世界第二大淡水湖。图尔卡纳湖绝大部分位于肯尼亚北部境内，仅最北端位于埃塞俄比亚境内，总面積6405平方公里，是肯尼亚最大的湖泊。该湖属于鹹水湖，由於無湖水流出口，導致鹽度持續增加，其湖水不能用于灌溉。图尔卡纳湖国家公园现已被联合国教科文组织列为世界遗产，湖东岸是希比罗依国家公园，而湖中则是中央岛国家公园和南岛国家公园。
肯尼亚的主要矿产有石灰石、纯碱、盐、宝石、萤石、锌、硅藻土及石膏、石油及天然氣等。奎乐县富含铌矿和稀土矿，已进行商业开采。根据众多国际勘探机构的估计，肯尼亚境内仍有大量未开采的自然资源，包括钛金属和煤矿等。
肯尼亚曾为狩猎天堂，每年的六月中旬至九月份会有上百万只羚羊、角马、长颈鹿、水牛、斑马、大象、狮子、猎豹、河马等动物从坦桑尼亚的塞伦盖蒂草原横渡马拉河来到马赛马拉保护区，其数量之惊人，种类之丰富，规模之庞大震撼着世界。1977年肯尼亚政府宣布全面禁猎，并设立了40多座国家公园及动物保护区。成立於1946年的奈洛比國家公園，是肯亞第一個國家公園。由于食肉动物通常不进行迁徙，游客可在肯尼亚四季观赏到种类繁多，数目庞大的野生动物。

## 政治
肯亞為一個總統制國家，立法權則由政府及國會共同擁有，司法權獨立於行政與立法權之外。内阁由总统、副总统、各部部长和总检察长共35人组成。原总统姆瓦伊·齐贝吉于2002年就职，2007年连任。2013年，乌胡鲁·肯雅塔赢得总统选举，是该国自1963年独立以来的第4位总统。肯尼亚议会是肯尼亚的国家立法机关。
肯尼亚议会实行两院制，由参议院和国民议会组成。每届议会任期4年。肯尼亚议会曾长期实行一院制，2010年宪法颁布后，改行两院制。肯尼亚法院分为四级，即地区法院、驻节法院、高等法院和上诉法院。肯尼亚是东非共同体成员，东非共同体五国曾提出2015年合并成为统一的联邦国家，该联邦将拥有共同的宪法、总统、议会和货币。
目前，肯尼亚有合法政党40余个，主要政党有：全国彩虹联盟、肯尼亚非洲民族联盟、全国彩虹联盟-肯尼亚，其他政党还有恢复民主论坛（人民）（Forum of the Restoration of Democracy－People）、方舟党（Safina）、肯尼亚社会民主党等。

### 外交
肯尼亚是联合国、非洲联盟、不结盟运动、七十七国集团成员国，洛美协定签字国，也是（东非）政府间发展组织（伊加特）、东部和南部非洲共同市场、东非共同体和环印度洋地区合作联盟等次地区组织的成员。联合国在内罗毕设有办事处，联合国人居署及联合国环境署（联合国环境规划署）总部设置在肯尼亚首都内罗毕。国际合作社联盟非洲办事处设在肯尼亚首都内罗毕。截至2019年，肯尼亚同164个国家建立了外交关系。
除享有豁免簽證或落地簽證資格的國家的公民外，外國公民入境肯亞前必須取得签证，所有入境旅客的护照均須有6個月以上有效期。。根據“亨利簽證限制指數2013”，肯亞護照持有者前往68個國家可獲得免签证待遇，列世界第60位。

### 军事

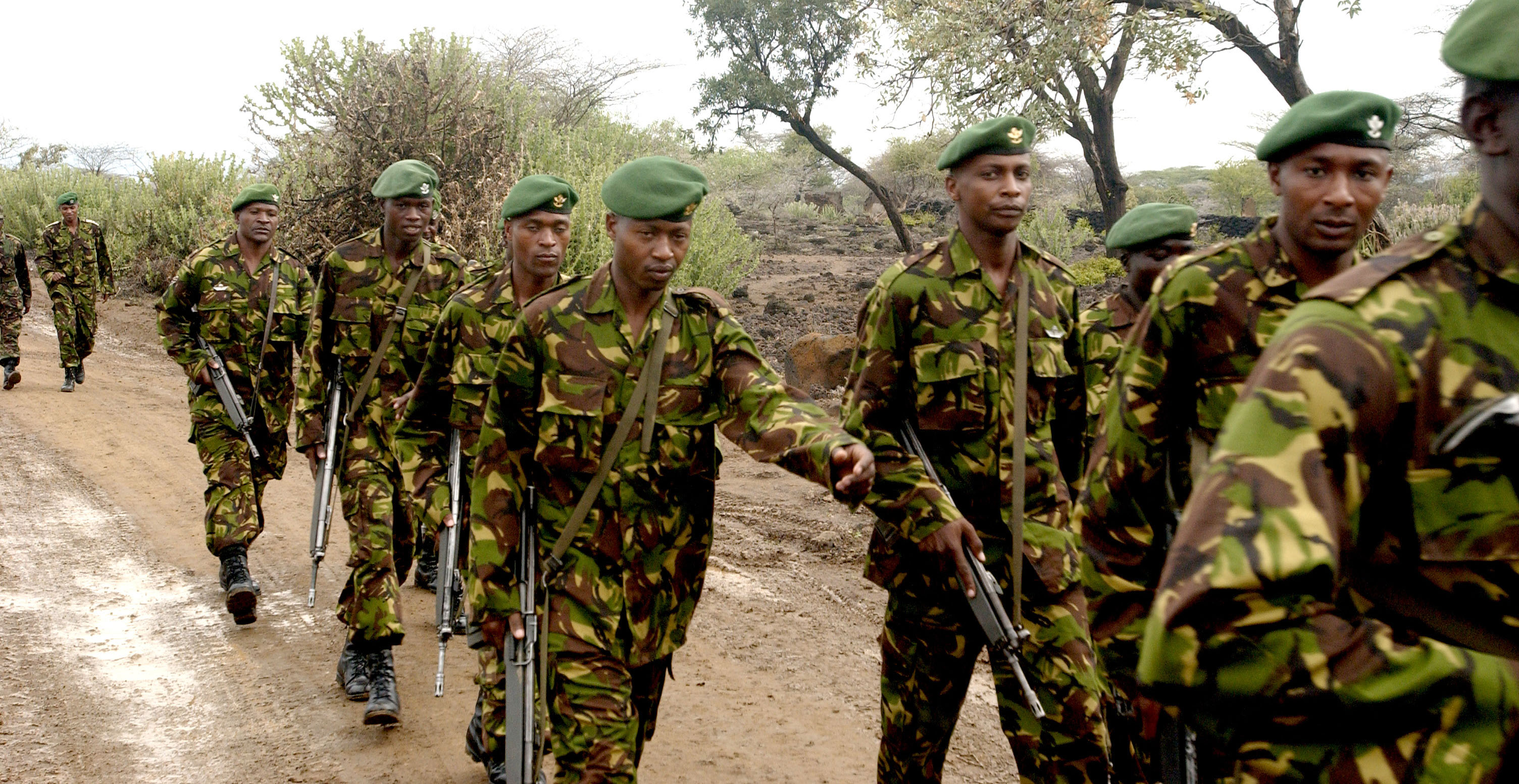
肯亞陸軍

肯亞最早的現代化軍隊是19世紀末期建立的東非步槍隊。肯尼亚空军成立于1964年6月1日。
肯尼亚实行志愿兵役制，有現役部隊約2萬4千人，其中陆军2万人，海军1620人，空军2500人，另有准军事部队约5000人。总统兼任武装部队总司令，国防委员会是最高军事决策机构，总参谋部是最高军事指挥机构。1998年5月，肯政府改组军队指挥系统，成立西部军区、东部军区和中央行政与后勤指挥中心。肯尼亚同时採用英美系和蘇系裝備，有76輛維克斯主戰坦克、80輛BRDM-3、35輛ZSL-92装甲运兵车；海軍主力為2艘定製巡邏艦；空軍主力為20架F-5戰機及11架运-12。2011年，中国哈飞向肯尼亚交付4架直9直升机；2014年，哈飞再次向肯尼亚空军交付两架直9直升机。
2012年，肯尼亚军费为GDP总量的1.96%。2015年2月5日，肯尼亚陆军司令是卡萨欧（JK.KASAON）中将；2015年11月20日，肯尼亚国防军陆军司令是莱纳德中将。

### 行政區劃
1992年到2007年期间，肯尼亚劃分為7省和内罗毕特区，7省下分为46个分区，内罗毕特区也计算为一个分区，所以也可以说是47个分区。2007年，肯尼亚政府宣布计划增加37个县 ，此后县的数量一路狂飙，到2009年7月时已经达到254个。2009年9月20日，肯尼亚高等法院裁决，所有1992年以后新增的县都无效，仍旧为47个分区。
2013年3月，肯尼亚取消省级行政区，行政区划由中央、省、地区、分区、乡、村六级改为中央和县两级区划。县成为了一级行政区。现在划分为兩个市和45个縣。
| 中文名称 | 英文名称 | 人口  | 说明 |
| -------- | -------- | ----- | --- |
| 内罗毕   | Nairobi  | 300萬 | 首都，市区分为东部的印度人区，西、北部的欧洲人区，东南部的土著人区。联合国环境规划署的总部就设在其市郊，东非大多数商行的总公司也设在内罗毕。 |
| 蒙巴薩   | Mombasa  | 90萬  | 肯尼亚第二大城市，东非最大的港口。 |
| 基蘇木   | Kisumu   | 35萬  | 肯雅的第三大城市，原尼揚扎省首府。 |
| 納庫魯   | Nakuru   | 30萬  | 肯尼亚第四大城市，原裂谷省的首府。 |
| 伊西奧洛 | Isiolo   | 29萬  | |

## 经济

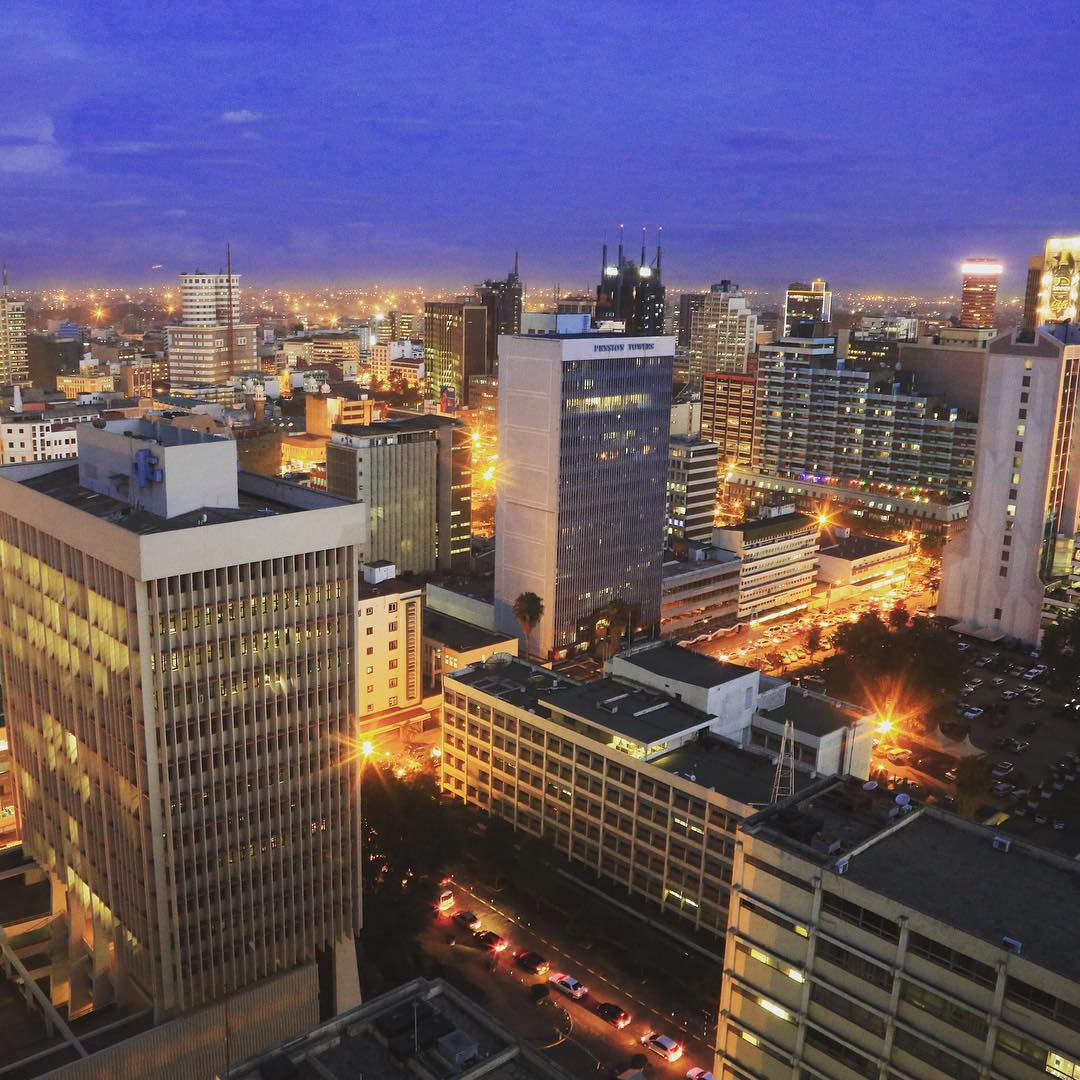
奈洛比的商業區

1994年至1996年期間，年均實際國內生產總值增長率只是略高於4％。1997年开始，經濟進入停滯的時期；2003年只有1.4％，在2004年初回升至2.3％，在2005年和2006年增加至接近6％。肯尼亚经济以市场经济下的国有企业为主体，并实现自由外贸。旅游业在肯尼亚经济占有重大比例，GDP的近六成都来自旅游业。由于以雨水灌溉为主的农业有周期性的繁荣与衰退，农业生產占其GDP的四分之一。另外，雖然肯尼亚已經是东非最为工业化的国家，工业仍只占其GDP的14%。
2006年，肯亞的國內生產總值約為173.9億美元，人均國內生產總值平均超過每年450美元。2014年，肯亞的國內生產總值約為609.37亿美元。
肯尼亚的主要出口產品是園藝品和茶葉，2005年總價值為11.5億美元。2011年茶叶出口量首超斯里兰卡，成为目前全球最大紅茶出口國。非洲是肯亞最大的出口市場，其次是歐盟。該國的出口目的地主要有英國、坦桑尼亞、烏干達和荷蘭，而進口則主要來自中國、印度、阿聯酋、沙特阿拉伯和南非。銷往美國的主要出口產品是服裝。肯亞是烏干達（出口12.3%，進口15.6%）和盧旺達（出口30.5%，進口17.3%）的主要貿易夥伴。
茶叶出口是肯尼亚最重要的外汇收入之一。但受到全球气候变化，肯尼亚可种植茶叶的土地在逐渐减少，这直接影响到了肯尼亚数百万人的生计。
肯尼亚及其首都奈洛比是東非的金融中心。截至2009年底，国际储备40亿美元，债务总额8603亿肯先令，以长期债务为主，其中外债4297亿肯先令，占GDP的21%。截至2008年，肯共有42家商业银行、1家非银行金融机构、2家抵押金融公司、2家住宅协会和95家汇兑机构，其中四大商业银行——巴克莱银行、渣打银行、肯尼亚商业银行和肯尼亚国民银行业务总量占肯金融业的60％。
| 中文名称             | 英文名称                      | 行业       | 肯尼亚出口结构                                             |
| -------------------- | ----------------------------- | ---------- | ---------------------------------------------------------- |
| 内罗毕证券交易所     | Nairobi Stock Exchange        | 金融业     | 以28種顏色分類描述此國的產品出口，每種顏色盒代表一類產品。 |
| 非洲银行             | Bank of Africa                | 金融业     | 以28種顏色分類描述此國的產品出口，每種顏色盒代表一類產品。 |
| 肯尼亚中央银行       | Central Bank of Kenya         | 金融业     | 以28種顏色分類描述此國的產品出口，每種顏色盒代表一類產品。 |
| 东非开发银行         | East African Development Bank | 金融业     | 以28種顏色分類描述此國的產品出口，每種顏色盒代表一類產品。 |
| 肯尼亚航空           | Kenya Airways                 | 交通运输业 | 以28種顏色分類描述此國的產品出口，每種顏色盒代表一類產品。 |
| 东非啤酒             | East African Breweries        | 食品       | 以28種顏色分類描述此國的產品出口，每種顏色盒代表一類產品。 |
| 马赛糖业公司         | Mumias Sugar                  | 食品       | 以28種顏色分類描述此國的產品出口，每種顏色盒代表一類產品。 |
| 肯尼亚电信公司       | Telkom Kenya                  | 通信业     | 以28種顏色分類描述此國的產品出口，每種顏色盒代表一類產品。 |
| 雷亚 伟频购          | Rea Vipingo                   | 农业       | 以28種顏色分類描述此國的產品出口，每種顏色盒代表一類產品。 |
| 萨斯尼 茶&咖啡       | Sasini Tea & Coffee           | 食品       | 以28種顏色分類描述此國的產品出口，每種顏色盒代表一類產品。 |
| 肯尼亚商业银行       | Kenya Commercial Bank         | 金融业     | 以28種顏色分類描述此國的產品出口，每種顏色盒代表一類產品。 |
| 肯尼亚諾基亞研究中心 | Nokia Research Center Africa  | 电子信息   | 以28種顏色分類描述此國的產品出口，每種顏色盒代表一類產品。 |

## 交通

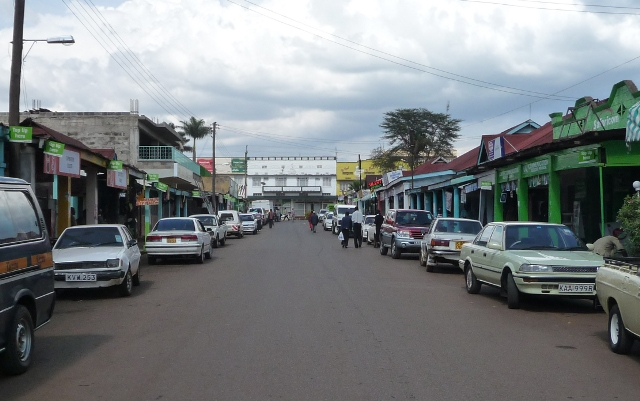
肯亞街道

相比周圍各國，肯尼亚有良好的基礎設施和交通。公路网总长6.4万公里，但其中仅9000多公里沥青路，且目前大多路况较差。蒙巴萨港至内罗毕之间的A109国道，仅有2个车道
2014年铁路总长3334公里，为米轨铁路，机车83辆。2007年货运量230万吨，客运里程14000万公里。铁路网原属于乌干达铁路公司，1977年解体后成立肯尼亚铁路公司。中国设计、承建的蒙巴萨-内罗毕准轨铁路，全长485千米，于2014年9月正式开工，2017年6月开通运营，该工程花费40億美元，為肯亞獨立54年來造價最高的基礎建設工程，肯亞也因此向中國政府貸款近9成。
蒙巴萨港是东非最大港口，有21个深水泊位、2个大型输油码头，可停泊2万吨级货轮，总吞吐量2014年达到2400万吨
1978年，肯尼亚建成蒙巴萨-内罗毕输油管，现已扩建至纳库鲁、埃尔多雷特和基苏木。这一输油管道的容量已经从1978年的8.8亿升增加到2006年的37.2亿升。
肯尼亚全国共有3个国际机场、4个国内机场和400多个小型或简易机场。乔莫·肯雅塔国际机场是东部非洲最繁忙、非洲第六繁忙的机场。另外两个国际机场是莫伊国际机场和埃爾多雷特國際機場。肯尼亚航空公司开设40余条国际航线，在全球设有98个办事处。2007年旅客总量703.9万人次。

## 社会

### 人口

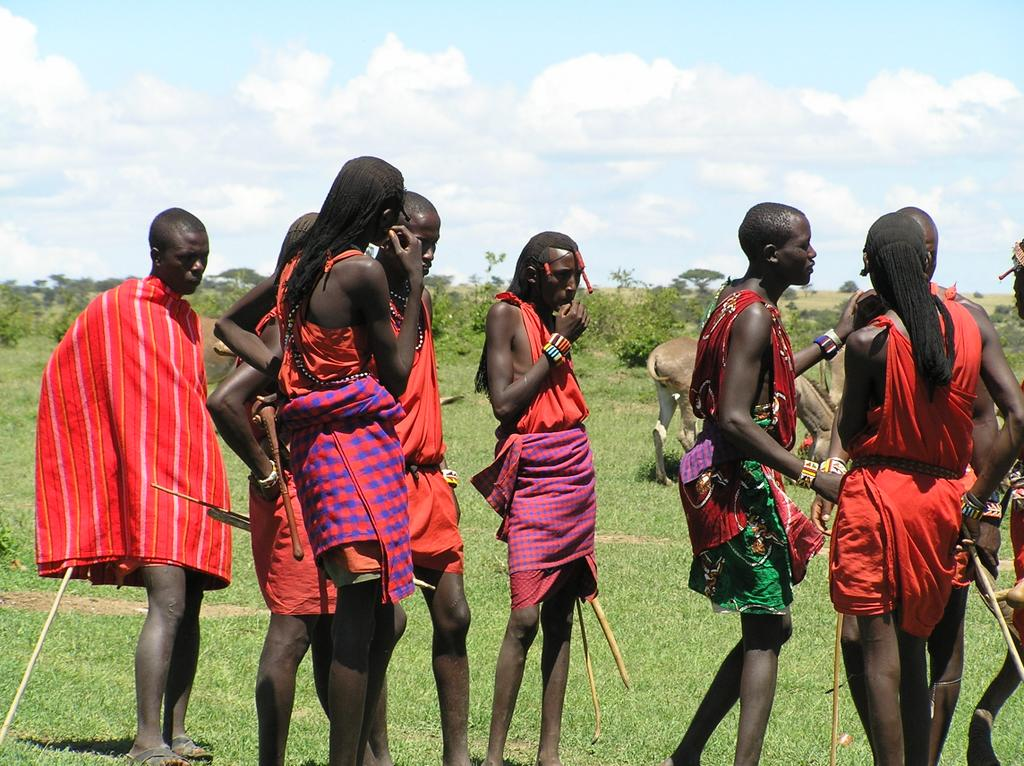
肯亞部落

2009年，肯尼亚人口为3861万；2014年增至4500萬，分属42个民族，基庫尤族为最大部族（18%），其次是卢希亚族（14%）、盧歐族（13%）、卡倫金人（12%）、坎巴族（11%）、索馬利亞人（10%）和梅魯族（6%）等。此外，还有少数印巴人、阿拉伯人和欧洲人，总数约占1%。肯亞是一個傳統上接受多配偶習俗的國家，但直至2014年才通過婚姻法案，在法律上正式建立一夫多妻制。
肯尼亚的名人有：國父乔莫·肯雅塔、前总统丹尼爾·阿拉普·莫伊、前总统姆瓦伊·齐贝吉、2004年諾貝爾和平獎得主旺加里·马塔伊、前总理拉伊拉·奥廷加、肯亞著名經濟學者老巴拉克·歐巴馬等。其中老巴拉克·歐巴馬的儿子巴拉克·歐巴馬為第44任美國總統。

### 教育
肯尼亚有七所公立大学，分别是内罗毕大学（1970年）、肯雅塔大学（1985年）、埃杰顿大学（1987年）、乔莫肯雅塔农业和技术大学（1994年）、莫伊大学（1995年）、马萨努大学（2000年）和西部科技大学（2002年）。到2006年为止，肯尼亚有18所私立大学和学院，学生人数占高校学生总数的20%。
1956年，肯尼亚建立了内罗毕皇家技术学院，1963年改名为内罗毕大学学院，成为新成立的东非大学中的一个学院。1970年东非大学解散后，内罗毕大学学院升级为内罗毕大学，成为肯尼亚第一所完整意义上的大学。

### 治安
肯亞曾遭受多次恐怖襲擊。1980年，諾福克酒店遭受巴勒斯坦解放組織襲擊。1998年，首都奈洛比的美國大使館受到炸彈襲擊。隨著肯亞軍方介入索馬里打擊恐怖活動的軍事行動，境內時有恐怖分子策動襲擊報復。在2013年，奈洛比一所由以色列人擁有的購物中心，受到伊斯蘭激進組織的武裝分子襲擊，多名外國人遇害。
2016年2月1日，肯尼亚警察部队新装备30辆装甲车辆，用于提升反恐能力。
2018年9月初，肯亞爆發大規模排華事件，肯亞警方當地時間周三派出大批荷槍實彈的警員搜索非法外勞，並一度抓走13名中國公民。中國駐肯亞大使館譴責事件，指相關人士不應被扣查。

## 文化
肯尼亚文化融合了衣索比亞文化、斯瓦希里文化、西方文化、伊斯兰文化及印度文化。42个土著部族能够尊重彼此文化及生活习惯，至今很多部族都保留着古老的婚丧嫁娶及成人礼仪式。目前肯尼亚一共有6个世界遗产，分别是圖爾卡納湖國家公園（801）、肯尼亚山国家公园（800）和肯尼亚东非大裂谷的湖泊系统（1060）三个世界自然遗产，以及拉姆老城（1055）、米吉肯達聖林（1231）、蒙巴萨的耶稣堡（1295）三个世界文化遗产。

### 语言
官方语言是英语和斯瓦希里語。肯亞英語省略冠词，将不可数名词复数化，不使用关联代词"whose"以及把形容词当名词用，是肯尼亚英语最主要的特点。斯瓦希里语属于班图语族，和阿拉伯語及豪萨语並列非洲三大語言。斯瓦希里語中有大量阿拉伯语借词，连语言的名称“斯瓦希里”来自阿拉伯文（Sawahil）“濒海地区”。游客在非洲经常听到的卡日布（Karibu）是斯瓦希里語欢迎的意思。

### 餐饮
历史上肯尼亚曾长期作为欧洲国家的殖民地，因此西式餐点相当普遍而且正宗。沿海地区是著名的斯瓦希里烹饪的发源地。内陆地区偏爱肉食搭配绿色蔬菜（被称为Sukuma Wiki，苏库玛·威克）及乌咖喱。野味在肯尼亚开始越来越受到欢迎，百兽宴餐厅在肯尼亚非常有名。肯尼亚各地的气候都适宜露天用餐。

### 體育

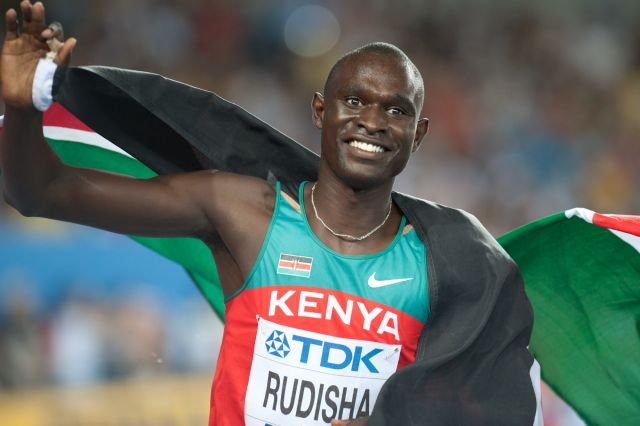
大衛·魯迪沙在2011年大邱世界田徑錦標賽上

肯亞在許多運動項目上有所表現，如足球、板球、拳擊、橄欖球等，但最廣為人知的當屬其中長距離的賽跑。1956年，肯尼亚國家奧林匹克委員會首次派員參加在澳洲墨爾本舉行的夏季奧運會。曾多次在夏季奧運及英联邦运动会上贏得800公尺、1500公尺、3000公尺、5000公尺、10000公尺、馬拉松等項目的冠軍。大衛·魯迪沙是目前800米世界纪录保持者。
2005肯尼亚足协的内乱曾严重影响了肯尼亚对世界杯预选赛的准备以及国内联赛的进行。 足协总部和各地方分部之间的矛盾激烈。肯尼亚棋類游戏有基庫尤播棋、布庫蘇播棋、肯亞三子棋等。

### 媒体
肯尼亚境内的媒体有肯尼亚广播公司、肯尼亚之声（Voice of Kenya - VoK）和中国国际广播电台（CRI）。在因特网方面，肯尼亚比其他撒哈拉以南非洲国家发展要早。1993年就开始了非洲地方计算机中心项目，到2003年已建成连接6个城市的全国性因特网主干网络。2004年，“非洲在线”肯尼亚站点上提供了通往10家肯尼亚报纸、杂志的链接和通往肯尼亚广播公司及3个广播频道的链接。肯尼亚的主要报纸如《肯尼亚日报》、《民族日报》、《东非旗帜报》等均有网络版。“.ke”為肯尼亚國家及地區頂級域（ccTLD）的域名。

## 外部連結
- 中华人民共和国驻肯尼亚共和国大使馆（页面存档备份，存于）
- 驚奇肯亞（页面存档备份，存于）（英文）
- 维基导游上有關肯尼亚的旅行指南
- 維基媒體的肯尼亚地圖集 （英文）
- OpenStreetMap上有關肯尼亚的地理

1°16′S 36°48′E / 1.267°S 36.800°E